# Сория (комарка)
Сория (исп. Comarca de Soria)  — район (комарка) в Испании, входит в провинцию Сория в составе автономного сообщества Кастилия и Леон.

## Муниципалитеты
1. Баюбас-де-Абахо
2. Баюбас-де-Арриба
3. Блакос
4. Калатаньясор
5. Сидонес
6. Кубо-де-ла-Солана
7. Фуэнтепинилья
8. Гаррай
9. Гольмайо
10. Гормас
11. Лос-Рабанос
12. Кинтана-Редонда
13. Кинтанас-де-Гормас
14. Риосеко-де-Сория
15. Сория
16. Тахуэко
17. Тарделькуэнде
18. Торреблакос
19. Вальденебро
20. Вальдерродилья
21. Велилья-де-ла-Сьерра
22. Вильясьервос